# Lars-Larsberget
Lars-Larsberget är ett naturreservat i Åsele kommun i Västerbottens län.
Området är naturskyddat sedan 2017 och är 51 hektar stort. Reservatet omfattar nordostsluttningen av Lars-Larsberget. Reservatet består av gammal granskog.